# Бунгас (Резекненский край)
Бу́нгас (латыш. Bungas, Bungi; латг. Bungys; устар. Бунды, Бунги, Бунговы) — населённый пункт (группа хуторов) на востоке Латвии. Находится в центральной части Маконькалнской волости, на юге Резекненского края. Расположен у озера Бунгу, на правом берегу реки Малта, в 6,5 км юго-западнее административного центра волости — села Липушки.

## Население
По состоянию на 2019 год, согласно данным Управления по делам гражданства и миграции Министерства внутренних дел Латвийской Республики, на территории населённого пункта Бунгас проживал 1 человек.
В 2009 году население Бунгас составляло 2 человека, в 2003 году — 3 человека.

## История
В начале XX века застава Бунги относилась к Доротпольскому обществу Андрепненской волости Режицкого уезда Витебской губернии. Согласно Списку населенных мест Витебской губернии от 1906 года, она состояла из трёх дворов, в которых проживало 23 человека (10 мужчин и 13 женщин).